# John Purroy Mitchell
John Purroy Mitchell (New York, 19 luglio 1879 – Lake Charles, 6 luglio 1918) è stato un politico statunitense, 95° sindaco di New York.
Purroy Mitchell è nato nel quartiere di Fordham, nel distretto newyorkese del Bronx nel 1879, cinque anni dopo l'annessione dell'area ad ovest del fiume Bronx, da parte della città di New York.